# Uí Bairrche
Uí Bairrche est un sept irlandais qui contrôle initialement le sud de l'ancienne province de  Leinster ou « Cóiced Laigen » c'est-à-dire : « le cinquième de Laigin ». Un autre sept du sud Leinster associé au Uí Bairrche est le Fothairt. Le sud du Leinster était dominé par les Uí Cheinnselaigh au VIIIe siècle. Le Uí Bairrche détenait le territoire autour de Carlow, mais l'expansion du Uí Cheinnselaigh divisa la parenté. Il en résulte qu'un branche des Uí Bairrche se maintient dans la vallée de la Barrow ; et une autre est contrainte de se déplacer vers le sud jusqu'à la côte près de Wexford.

## Histoire
Selon les généalogies médiévales, les Uí Bairrche descendent de l'éponyme Dáire Barrach, un fils du légendaire Cathair Mór, et sont issus des Laigin. T. F. O'Rahilly, estime toutefois qu'ils descendent à l'origine des Érainn, comme issus d'un ancêtre Dáire (Dārios), et la représentation historique des Brigantes, qui étaient localisés dans l'actuel comté de Wexford dans la Géographie de  Claude Ptolémée. Parmi les monastères contrôlés par les Uí Baircche sont mentionnés dans le Manuscrit  Rawlinson B 502, fos. 121-2 ; on trouve Cell Auxili, Slébte (Sletty), Glenn Uissen (maintenant Killeshin), Banba Mór, Cell Mo Lappóc et Tech Mo Shacro.

## Généalogies
Les généalogies des Uí Baircche se trouvent dans le Manuscrit Rawlinson B 502, fos. 121-2.
Gussán mc Muiredaig m. Meic Raith m. Gormáin m. Muirherdaig m. Donnchada m. Áeda m. Tressaig m. Luachdaib m. Gussáin m. Dunacáin m. Gormáin m. Echach m. Coibdenaig m. Máel h-Umae m. Suibne m. Domnaill m. Cormaicc m. Diarmata m. Echach Guinig m. Óengussa m. Meicc Ercca m. Breccáin m. Féicc m. Dáire Barraig m. Cathair Máir.